# Golfito
Golfito es el primer distrito y ciudad cabecera del cantón de Golfito, en la provincia de Puntarenas, de Costa Rica.

## Geografía
Golfito cuenta con un área de 355,9 km² y una altitud media de 5 m s. n. m.
La ciudad de Golfito tiene una forma lineal, a lo largo de un único eje de unos 5 km en dirección noroeste a sureste. Se encuentra en una estrecha franja de tierra litoral, entre la bahía del mismo nombre y una colina; debido a esta particular configuración geográfica,  la ciudad se compone de dos partes: la ciudad propiamente dicha con una zona comercial en el sur, y una zona residencial que incluye al hospital, cerca del puerto. Aún más al norte existe una zona libre de impuestos (llamada Depósito Libre Comercial de Golfito) y el aeropuerto de Golfito. Su puerto es uno de los más meridionales del país, junto con Puerto Jiménez. 
El distrito es sumamente montañoso. Desde la parte norte, donde se ubicaba la antigua sede de la United Fruit Company, hay senderos que suben al Refugio Nacional de Vida Silvestre Golfito. Esta zona protegida presenta una altitud máxima de 505 m s. n. m. en el cerro Torres y en el vecino Parque nacional Piedras Blancas alcanza los 575 m s. n. m. en el cerro Nicuesa.
El norte del distrito está definido por una alargada colina que se extiende a través del lado opuesto de la bahía de Golfito y es parte del sistema de Parques nacionales de Costa Rica.
Golfito posee algunos de los pisos más altos de selvas de América Central (estratos boscosos de 30-45 metros). La mayor parte de las tierras bajas costeras que rodean la ciudad se caracterizan por bosques de altura de hoja perenne. 
Adicionalmente, es uno de los lugares más húmedos del mundo: la región recibe un promedio anual de 400 a 500 centímetros de lluvia. 
La bahía de Golfito está delimitada al sur por una alargada península de material sedimentario que mide unos 4 kilómetros de largo. Se comunica con el golfo Dulce a través de un estrecho canal; esta bahía es la más grande de dicho golfo.
Los transbordadores frecuentemente cruzan el golfo Dulce desde Golfito hasta Puerto Jiménez, que es el principal punto de acceso para la península de Osa y al exuberante Parque nacional Corcovado, una de las pocas áreas importantes que quedan de las tierras bajas de selva tropical del mundo.
Las playas de la región son algunas de las más bellas del país. Se caracterizan por sus aguas tranquilas que se ofrecen para muchas actividades turísticas pacíficas, incluso durante la fluctuación de mareas, que tiene un promedio de 2,5 metros (9 pies).

## Demografía
Para el año 2022, Golfito cuenta con una población estimada de 11 060 habitantes, y para el último censo efectuado, en 2011, Golfito contaba con una población de 11 284 habitantes.

## Localidades
- Barrios: Alamedas, Bellavista, Bolsa, Disco, Kilómetro 1, Kilómetro 2, Kilómetro 3, Kilómetro 20, Laguna, Llano Bonito, Minerva, Naranjal, Oasis de Esperanza, Parroquial, Pueblo Civil, Rotonda, San Andrés, San Martín, Zona Gris.
- Poblados: Aguada, Ánimas, Atrocho, Bajo Chontales, Bajo de Coto, Bajo Grapa, Bajo Mansito, Bajo Sucio, Bajos de Cañablanca, Cuarenta y Cinco, Dos Ríos, Esperanza de Coto, Gallardo, Huacas, Kilómetro 20-Urbanización Dr Jorge Brenes Duran de Golfito, Kilómetro 5, Kilómetro 7, Kilómetro 9, Kilómetro 16, Kilómetro 20, Kilómetro 24, Manuel Tucker Martínez, Mona, Nazaret, Paso Higuerón, Playa Cacao, Puerto Escondido, Puntarenitas, Purruja, Rancho Relámpago, Riyito, Saladero, Saladerito, San Francisco, San Josecito, Torres, Trenzas, Unión de Coto, Ureña, Valle Bonito, Viquilla Dos.

Golfito se divide en 3 Distritos: Golfito-Guaycara y Pavón

## Economía

### Depósito libre
El Depósito Libre Comercial de Golfito se ha convertido en la principal fuente de empleo de la zona. Es una zona de almacenes libre de impuestos, que ha atraído a compradores de otras regiones del país, ayudando al negocio de hospedaje y alimentación local.

### Agricultura

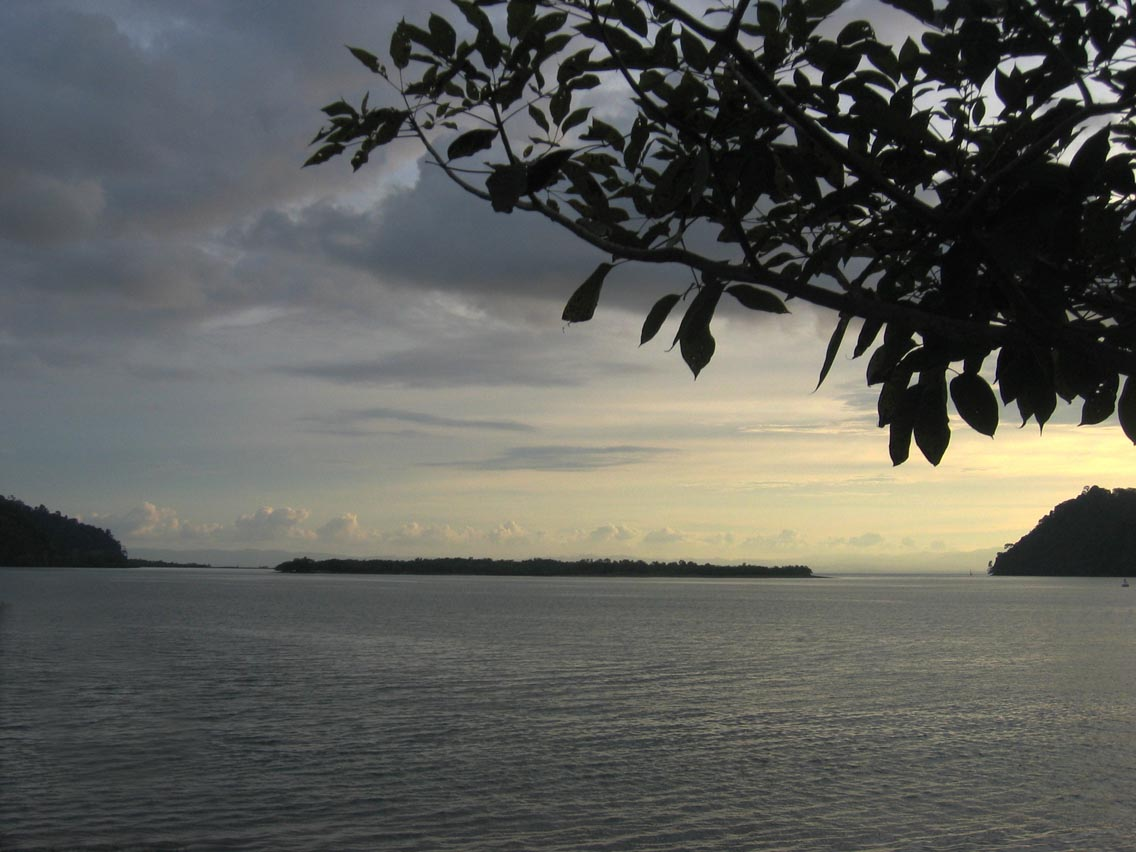
Otra vista de la bahía de Golfito de la carretera entre las secciones del sur y del centro de la ciudad, con la misma península como en la fotografía de arriba, en el centro.

A mediados del siglo XX, Golfito era una región importante para el cultivo del banano (con lo que también resultaba el principal puerto del sur de Costa Rica para su exportación), pero una combinación de factores hizo económicamente insostenible la actividad en la zona: el descontento de los trabajadores con sus condiciones laborales, la disminución de los mercados extranjeros, el aumento de impuestos a la exportación y las enfermedades del banano llevaron al cierre de la United Fruit Company en 1985.
En su lugar, las plantaciones de palma africana aceitera reemplazaron todas las viejas plantaciones de banano y, debido a su éxito, cada vez más tierras se dedican a cultivar esta palmera. Este monocultivo se caracteriza por tener unos costos operativos mucho menores que el banano.

### Pesca y navegaciones

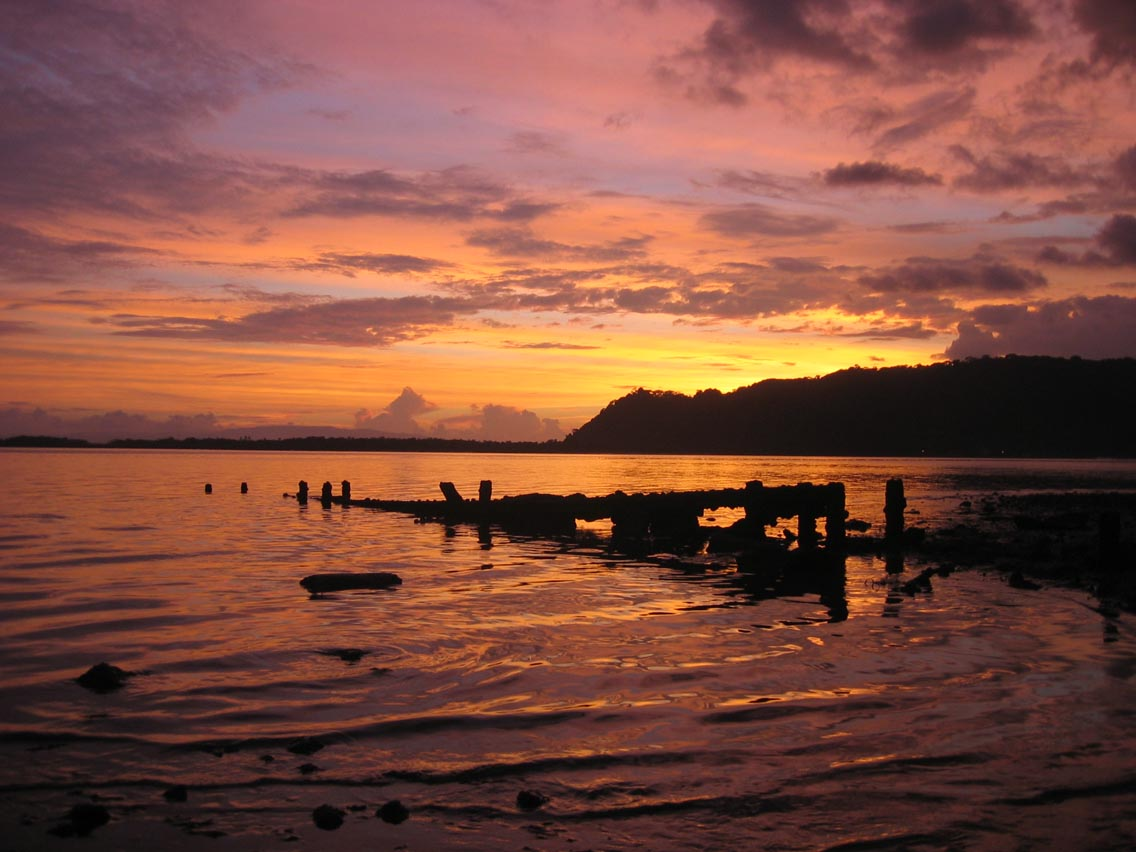
Puesta de sol en la bahía de Golfito, con el puerto en primer plano

El puerto principal de la ciudad ya no tiene la misma importancia comercial del pasado debido a su lejana ubicación, por lo que ya es obsoleto y pequeño para usos masivos o barcos de gran calado. 
Sin embargo, reúne excelentes condiciones naturales de resguardo contra el oleaje y las mareas.
A mediados de la década de 1990 comenzó a llegar un pequeño flujo de turistas, y desde mediados de 2006 la pesca deportiva se ha convertido en la atracción turística más importante. 
Golfito cuenta con pequeños puertos deportivos y ofrece servicios relacionados con la navegación a vela, el canotaje y la pesca deportiva. Además, se ha consolidado como un destino para cruceros. Gran parte del turismo en la zona gira en torno a la pesca deportiva, con numerosas casas de campo y hoteles que disponen de sus propias flotas pesqueras y capitanes experimentados.  
Otras actividades recreativas populares incluyen paseos en yate, deportes acuáticos, canotaje y actividades de playa. Las playas ubicadas al sur de Golfito —como Playa Zancudo, Pavones y Pilón— son reconocidas por ofrecer condiciones óptimas para la práctica del surf.
La aprobación de permisos para la construcción de un nuevo gran puerto deportivo en Golfito fue un proceso que ha durado más de siete años, sin llegar a resolverse, debido a múltiples controversias. Los ecologistas y residentes locales se opusieron a este proyecto debido a las preocupaciones ambientales. Entre las muchas cuestiones son: la falta de un estudio científico para determinar el impacto ambiental real debido a la pintura antifouling, coliformes, y los derrames de petróleo; y, la falta de espacio para instalar una planta de tratamiento de agua. 
La Oficina de Regulación de Marinas en Costa Rica (CIMAT) ordenó a la Municipalidad de Golfito, a principios de 2010, que todos los permisos de este proyecto de marina deben ser retiradas.
 Producto de ello, el proyecto de marinas turísitcas aún no ha logrado atraer a los inversionistas.

## Transporte

### Carreteras
Al distrito lo atraviesan las siguientes rutas nacionales de carretera:
- Ruta nacional 14
- Ruta nacional 238